# Noël Tosi
Noël Tosi (Philippeville, 25 mei 1959) is een Frans voetballer en trainer van de Luxemburgse ploeg Jeunesse Esch.

## Carrière
Tosi speelde als speler voor kleinere Franse clubs en begon op 27-jarige leeftijd te coachen. Zijn eerste ploeg was het Franse AS Trouville-Deauville waarna zeer veel Franse clubs uit verscheidene regionen van het Franse voetbal volgden. In 2003 werd hij coach van Mauritanië. Drie jaar later werd hij coach van Congo-Brazzaville. In 2020 werd hij coach van de Luxemburgse ploeg Jeunesse Esch, na teleustellende resultaten werd hij al snel ontslagen. In de zomer van 2020 tekende hij een contract bij het Franse FC Balagne waar hij een seizoen coach was. In mei 2022 kreeg hij een contract bij Africa Sports d'Abidjan uit Ivoorkust, in oktober werd hij ontslagen bij de club.
Tosi schreef ook al twee politieromans naast zijn bezigheden als coach.